# Sávchenko (apellido)
Sávchenko es un apellido ucraniano derivado del nombre propio Savva. Varias personas conocidas con este apellido son:
- Aliona Savchenko (n. 1984), patinadora ucraniana y alemana.
- Gleb Sávchenko (n. 1983), bailarín de salón y coreógrafo ruso.
- Larisa Neiland (nacida Sávchenko; 1966), jugadora de tenis soviética.
- Nadiya Sávchenko (n. 1981), política ucraniana.
- Ruslán Sávchenko (n. 1971), deportista ucraniano que compitió en halterofilia.
- Vladímir Sávchenko (1933-2005), escritor ucraniano.